# Tottenham Court Road (Londons tunnelbana)
Tottenham Court Road tunnelbanestation under Oxford Street i centrala London. Stationen är en stor knutpunkt för Central line samt Northern line och öppnade redan år 1900 på Central line samt 1907 på Northern line. 2022 öppnade en anslutande pendeltågslinje, Elizabeth line.

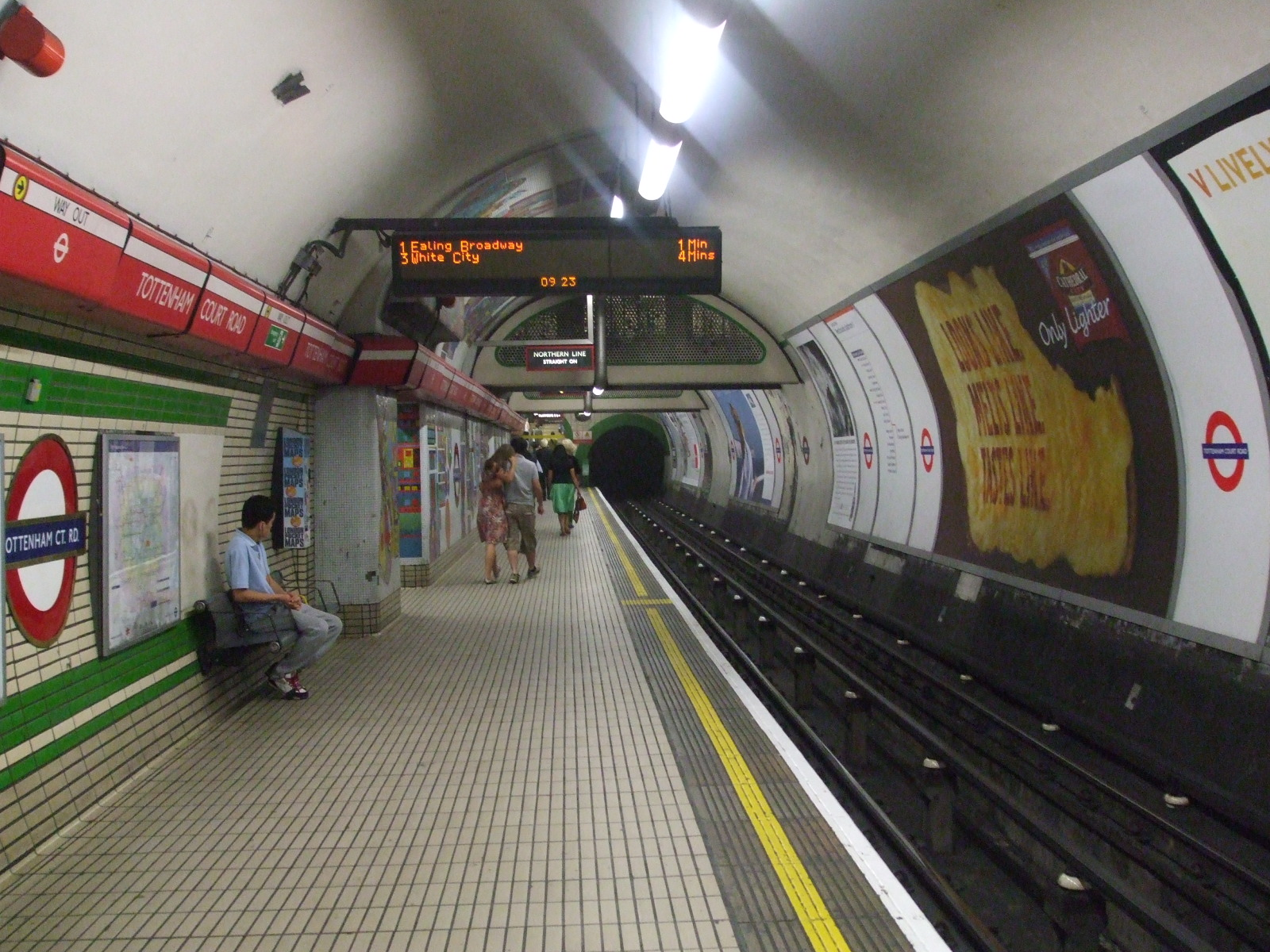
Central line
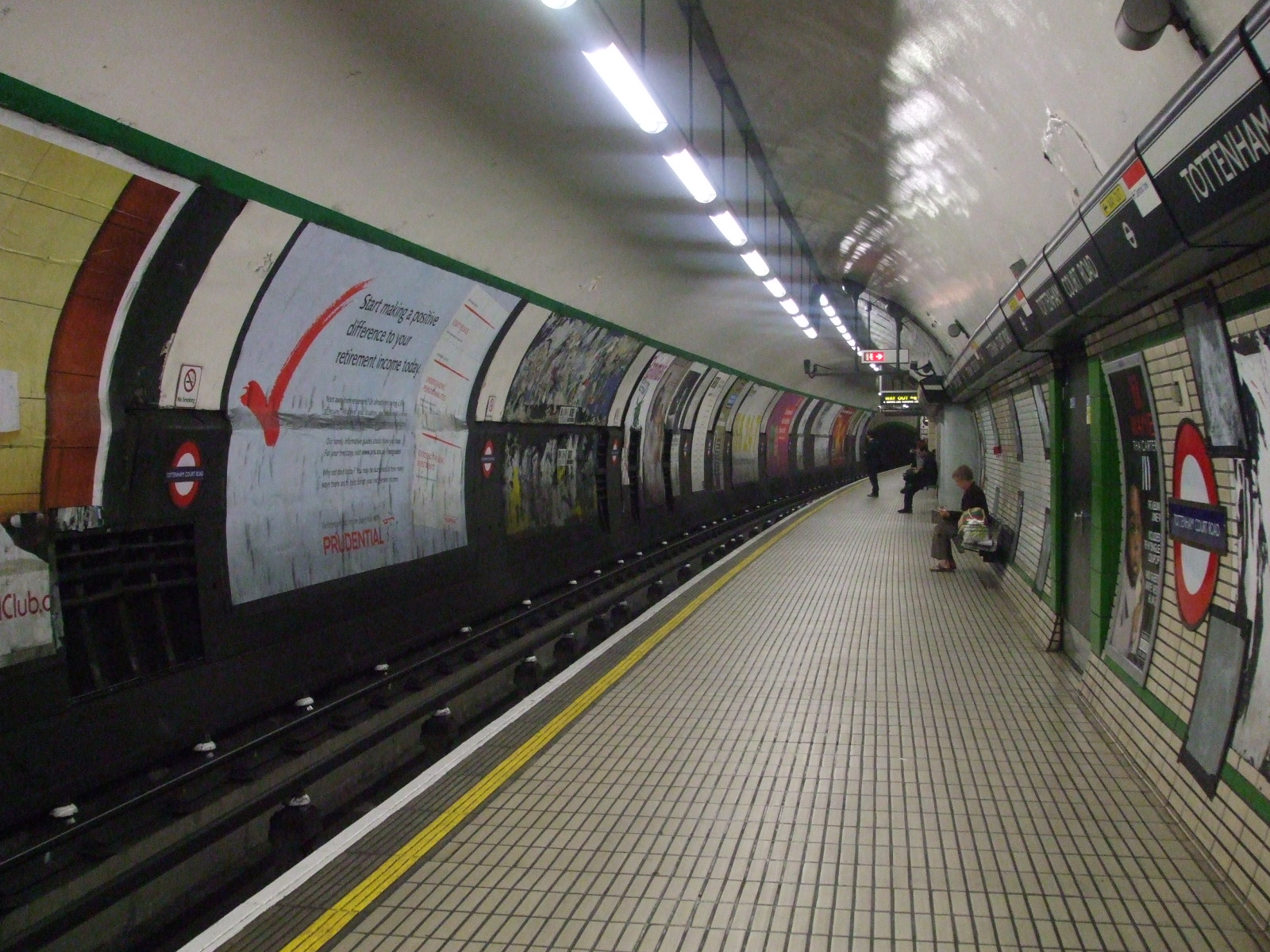
Northern line
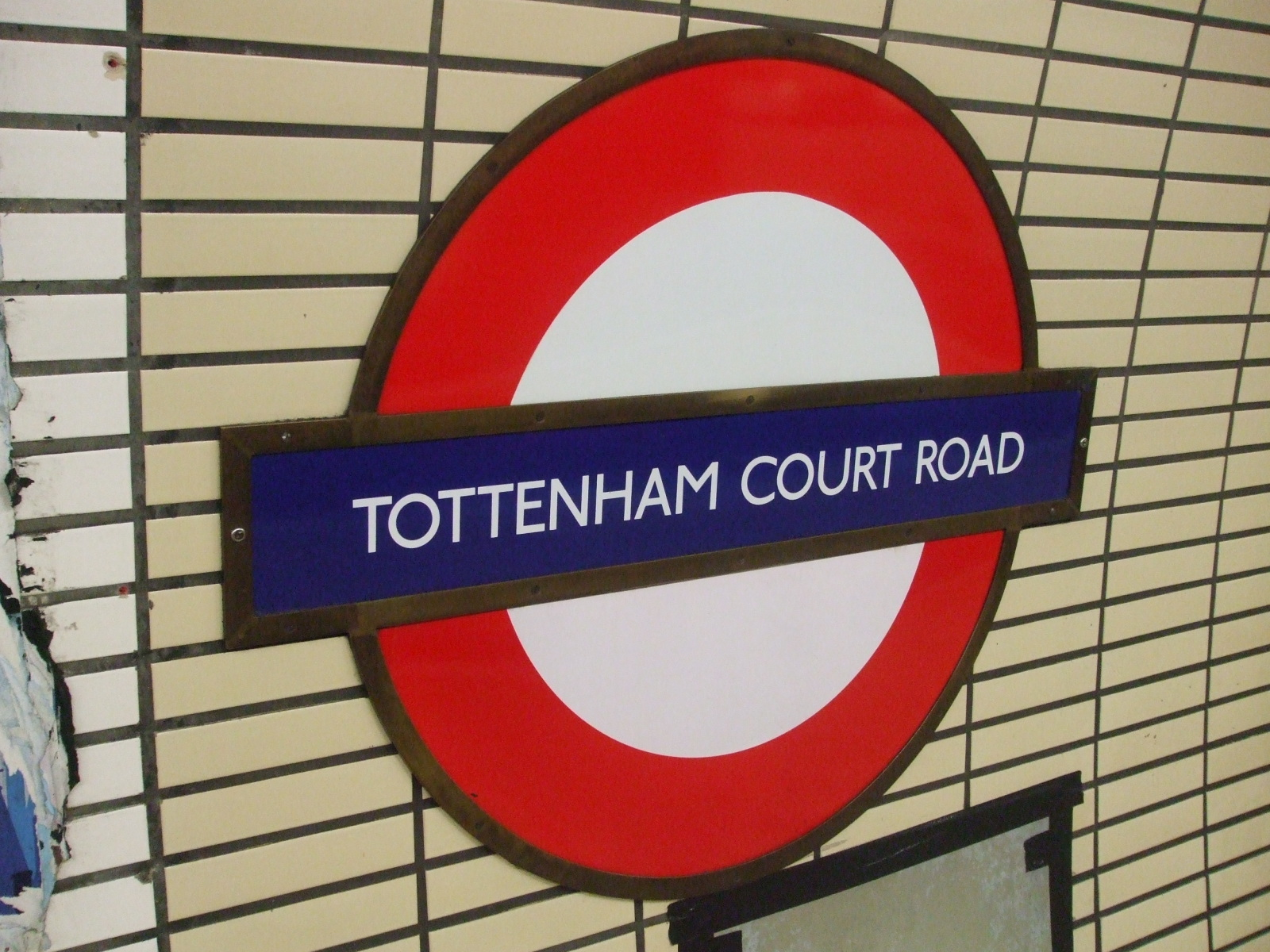
Northern line
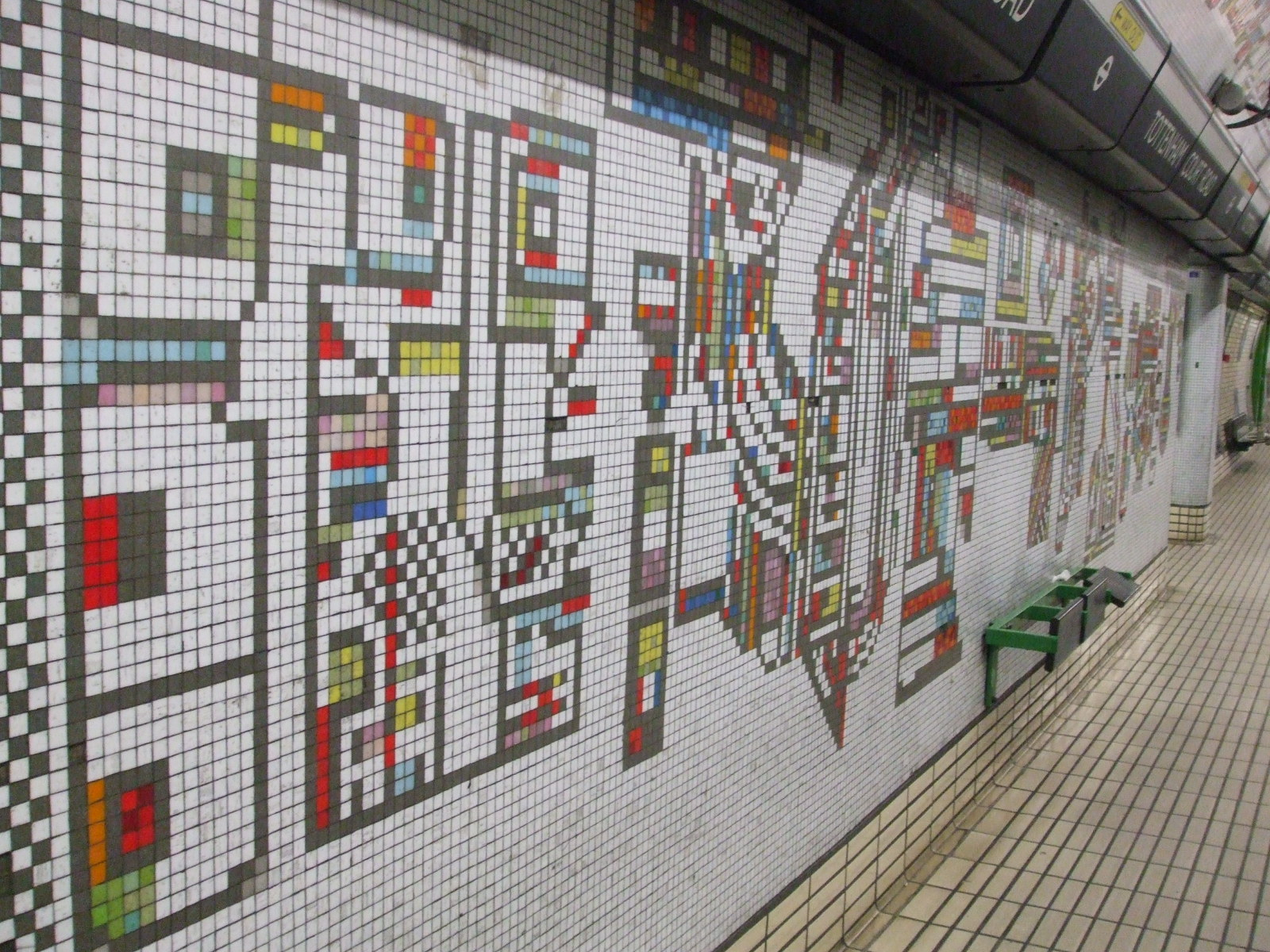
Mosaikdekoration av Sir Eduardo Paolozzi på Northern line
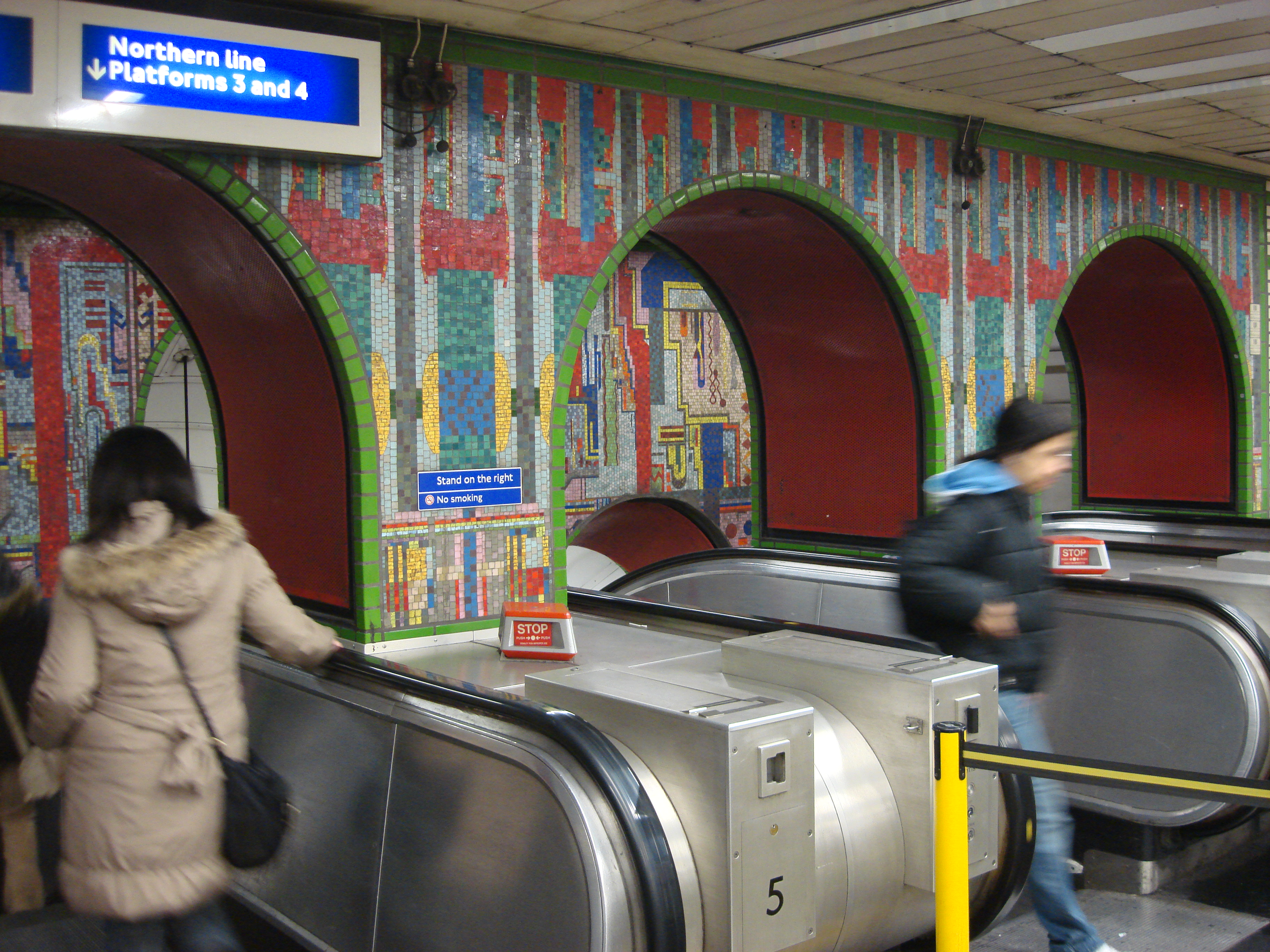
Mosaikmönster
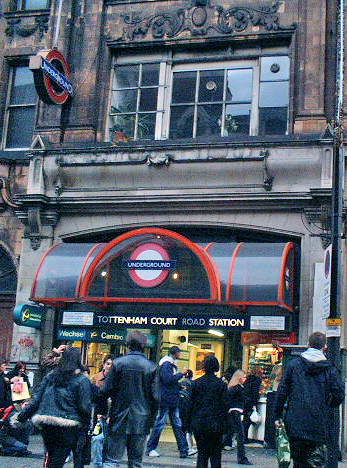
Entré
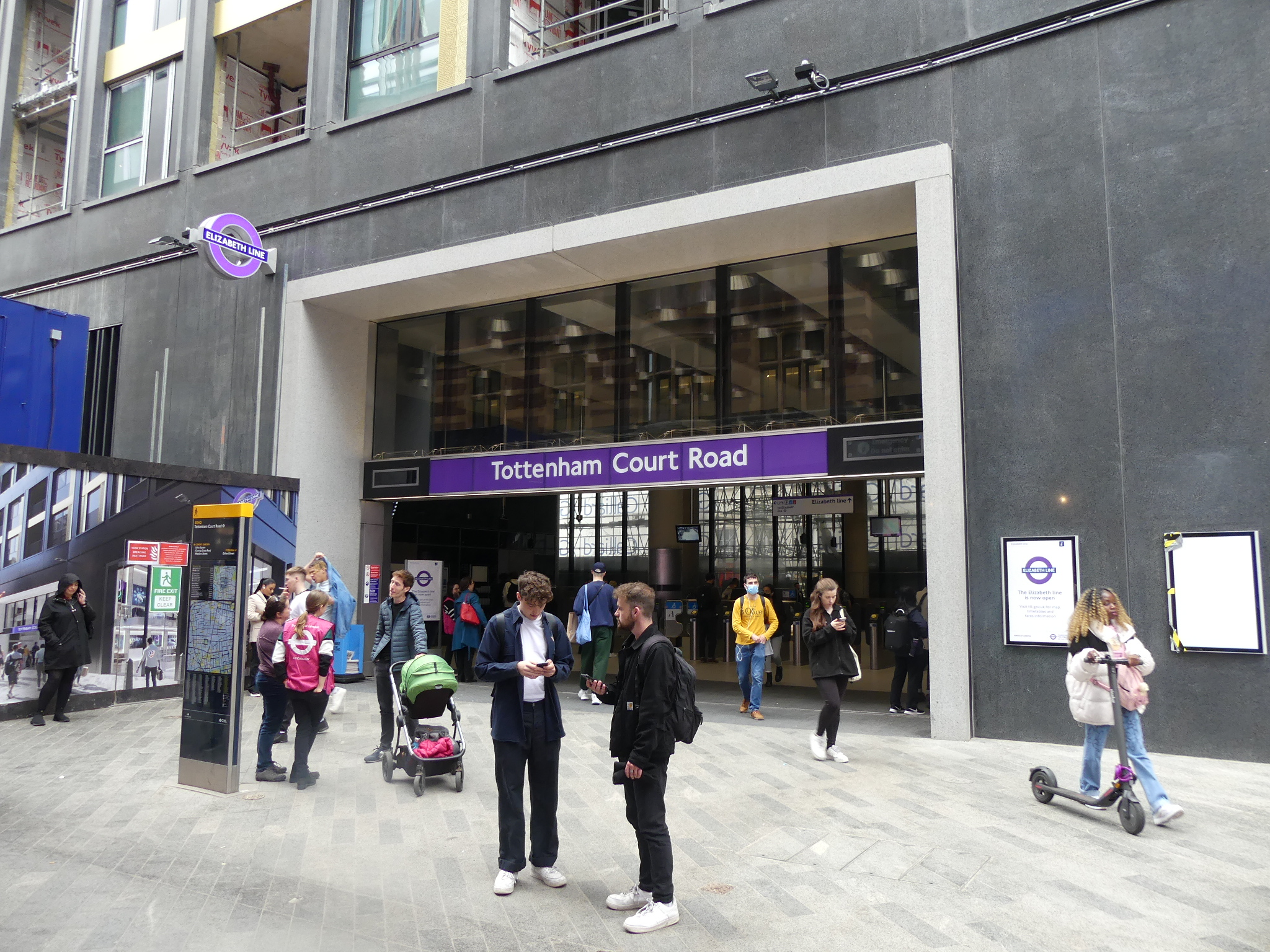
Entré till Elizabeth line
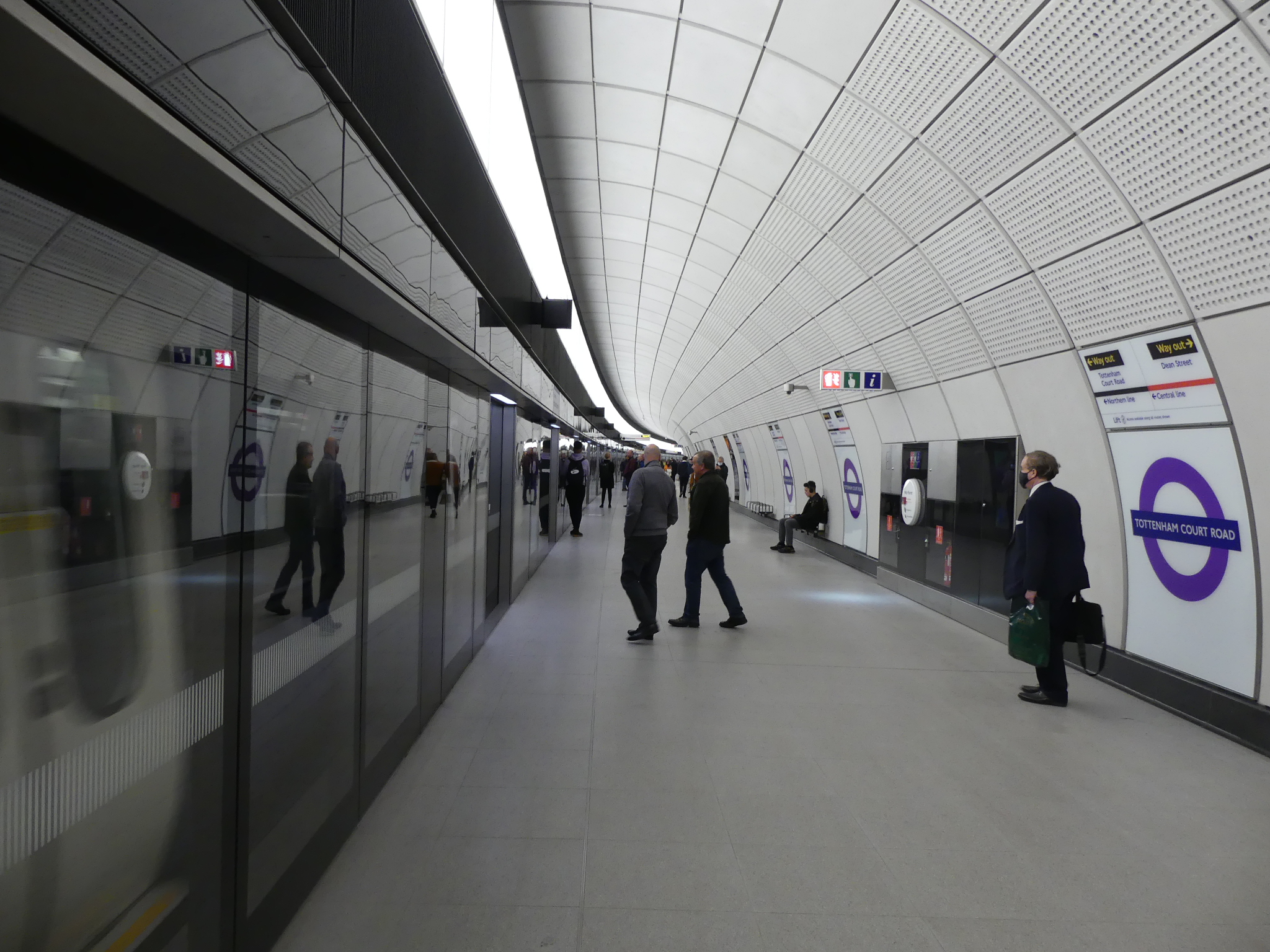
Pendeltågslinje Elizabeth line